# Rhagonycha erimoensis
Rhagonycha erimoensis is een keversoort uit de familie soldaatjes (Cantharidae). De wetenschappelijke naam van de soort werd in 2001 gepubliceerd door Kazantzev & Takahashi.